# La Boucle infernale
Pour les articles homonymes, voir Looped.
La Boucle infernale ou La Boucle au Québec (Looped) est une série télévisée d'animation canadienne en 26 épisodes de 22 minutes.
Elle a été diffusée entre le 2 mars et le 16 août 2016 sur Teletoon. En France, la série est diffusée depuis le 14 mars 2016 sur M6 et Gulli.

## Synopsis
La série se centre sur l'histoire de deux amis Luc et Théo, qui sont coincés dans une boucle temporelle et pour lesquels les lundis se répètent continuellement.

## Personnages
- Luc (Lucas) Maxwell : Luc est un garçon de 12 ans qui déteste les trucs de geeks. Lui préfère faire des bêtises. Il est moins chanceux que son meilleur ami, Théo, avec qui il partage la Boucle. On peut voir qu'il est amoureux d'Allyéna, une extraterrestre rose et aimé par une fille nommé Mylène, fille de qui Théo est amoureux. Il donne l'impression d'être un gros idiot.
- Théo (Théodore) Martin Junior : C'est le plus intelligent et le plus chanceux. Il est amoureux de Mylène, ce qui n'est pas réciproque car celle-ci est amoureuse de Luc. Il aime les jeux de geeks et tout ce qui touche de près ou de loin à la science. Il peut quand-même parfois oublier l'importance de la boucle, chose que Luc lui rappelle.
- Sarah : C'est la plus jolie fille de l'école mais aussi la plus méchante ! Elle ne parle jamais car elle estime qu'elle n'a pas à s'abaisser au niveau des autres alors elle préfère envoyer des SMS à ses copines Kelly et Kelli (les jumelles tête à claque et lèche botte) pour qu'elles parlent à sa place ! On apprend dans le dernier épisode de la première saison qu'elle ne parle pas pour être préparée au concours de chant de Vendredi. Pour la première fois de la série, on entendra alors sa voix lorsqu’elle chantera pour la campagne publicitaire de P'tit Déjeunax au profit de Luc et de Théo.
- Kelly et Kelli : Elles sont les archétypes des sœurs jumelles tête à claque et lèche botte. Ce sont les meilleures amies de Sarah qu'elles suivent partout !
- Mylène Sanders : Mylène est une fille très intelligente et est folle amoureuse de Luc alors que c'est Théo qui l'aime…
- Karl : Karl est le garçon que toutes les filles adorent mais que tous les garçons détestent, dont Luc.
- Amy : Amy a un look peu commun et son caractère l'est aussi. Intelligente et curieuse, elle fourre toujours son nez dans les affaires des autres. C'est aussi la seule à se douter de quelque chose sur la Boucle.

## Fiche technique
- Titre original : Looped
- Titre français : La Boucle infernale
- Titre québécois : La Boucle
- Création : Mark Thornton et Todd Kauffman
- Réalisation : Mark Thornton et Todd Kauffman
- Production : Robert Anderson
- Sociétés de production : Nelvana
- Sociétés de distribution : Nelvana
- Pays :  Canada
- Langue : anglais
- Nombre d'épisodes : 26x2 (1 saison)
- Durée : 22 minutes
- Dates de première diffusion :
  - Canada : 2 mars 2016
  - France : 14 mars 2016

## Distribution

### Voix originales
- Lyon Smith : Luc Maxwell
- Kevin Duhaney : Théo Martin Jr.
- Stacey DePass : Amy
- Athena Karkanis : Claire
- Alyson Court : Sarah
- Stephanie Lynn Robinson : Kelly et Kelli
- Seán Cullen : Coach Lessard / Mr LemonJello
- Denise Oliver : Gwyneth / Mylène
- Scott Gorman : Jesse
- Adam Cawley : Kyle / Karl
- Mark Edwards : Lester / Louis
- Darren Frost : Principal Applecrab (principal Bouldebillard)

### Voix québécoises
- Maxime Desjardins-Tremblay : Luc Maxwell
- Sébastien René : Théo Martin Jr.
- Gabriel Lessard : Jesse
- François L'Écuyer : M. Lessard
- François Trudel : le principal Bouldebillard
- Claudia-Laurie Corbeil : Kelly / Kellie
- Catherine Bonneau : Gwyneth / Mylène
- Véronique Marchand : Amy
- Christian Perrault : Lester / Louis
- Jean-Philippe Baril-Guérard : Gerry
- Louis Lacombe-Petrowski : Kyle / Karl

 Source et légende : version québécoise (VQ) sur Doublage.qc.ca

## Épisodes
1. À fond les ballons
2. Moucheman
3. Le Robot
4. Une suite sans fin
5. Quatre dentistes sur cinq aiment les accros au sucre
6. Le Sandwich contagieux
7. Le principal, c'est le sport
8. Génialitude
9. Chasseurs de prouts
10. La Fête des monstres
11. Bouldebillcadabra
12. Lundis en rond
13. Les Remplaçants
14. Le Cascadeur
15. La Ceinture de la boucle
16. Un poussin = 2
17. Le Club des surdoués
18. Y a-t-il un super-héros dans la boucle ?
19. L'Île du gâteau d'anniversaire
20. Les Vacances de monsieur Astro
21. Port Cauchemar
22. Le Gardien mutant
23. Coup de jeune
24. Le Labyrinthe du sorcier
25. La Rançon de la gloire
26. Jeu de rôle grandeur nature
27. Le Burrito cosmique
28. Ronnie Trasco
29. La Revanche de Badmartin
30. Boucler la boucle
31. Crâneur
32. Jeu de geeks
33. Tonnerre mécanique
34. Sirène inversée
35. Le Garçon en noir et blanc
36. Vol spatial
37. Pour le meilleur et pour le vampire
38. Lâchez le Kraken-Yéti
39. Ninjutsu pour débutants
40. Le Lundi de Karl
41. Dans les entrailles de Selma
42. Petit-déjeunax
43. Une brèche dans le temps
44. Les Patrouilleurs du temps
45. Amusant Musée
46. La Passionnante Conclusion
47. Plante électrique
48. Reprendre du service
49. Théodora
50. Un futur fort fortuit
51. Première partie d'un petit déjeuner équilibré
52. Deuxième partie d'un petit déjeuner équilibré